# Мэйдзин (го)
Мэйдзин (яп. 名人) — один из основных японских титулов го. В переводе с японского языка «мэйдзин» обозначает «мастер».
Турнир проводится Нихон Киин и спонсируется изданием Асахи симбун. С 1962 по 1975 год соревнование проводилось при поддержке Ёмиури симбун, однако, после конфликта между федерацией и спонсором, Ёмиури симбун стала спонсировать титул кисэй; розыгрыши титула с 1962 по 1975 годы именуются старый мэйдзин. Призовой фонд турнира составляет 36 000 000 иен (около 330 000 долларов). Мэйдзин является вторым крупнейшим соревнованием по го в Японии.
Розыгрыш титула состоит из нескольких этапов. В финале победитель прошлогоднего розыгрыша титула встречается с победителем лиги мэйдзин, прошедшим в течение года через предварительные этапы по системе плей-офф. В первом этапе лиги встречаются игроки 1-4 дана; 6 лучших игроков первого этапа проходят во второй, где соревнуются с обладателями ранга 5-9 дан. Контроль времени во время финальных партий составляет 8 часов каждому игроку.
Впервые звание мэйдзина получил Хонъимбо Санса от Оды Нобунаги, наблюдавшим за его игрой. С тех пор мэйдзином стали именовать сильнейшего игрока. В период Эдо обладатель этого звания получал ранг 9 дана и значительное денежное вознаграждение. После Реставрации Мэйдзи го пришло в упадок, однако в XX веке появился современный розыгрыш титула мэйдзин.

## Обладатели титула

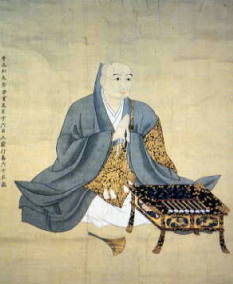
Хонъимбо Санса был признан первым мэйдзином го в 1578 году.

### Исторические мэйдзины по го
| #  | Игрок                 | Годы      |
| -- | --------------------- | --------- |
| 1  | Хонъимбо Санса        | 1612-1623 |
| 2  | Иноуэ Накамура Досэки | 1623-1630 |
| 3  | Ясуи Санти            | 1668-1676 |
| 4  | Хонъимбо Досаку       | 1677-1702 |
| 5  | Иноуэ Досэцу Инсэки   | 1708-1719 |
| 6  | Хонъимбо Доти         | 1721-1727 |
| 7  | Хонъимбо Сацугэн      | 1767-1788 |
| 8  | Хонъимбо Дзёва        | 1831-1839 |
| 9  | Хонъимбо Сюэй         | 1906-1907 |
| 10 | Хонъимбо Сюсай        | 1914-1940 |